# I-33 (U-Boot)
Die I-33 (japanisch 伊33 beziehungsweise 伊號第三十三潜水艦) war ein großer, dieselelektrisch angetriebener U-Kreuzer der Kaiserlich Japanischen Marine aus der Zeit des Zweiten Weltkrieges. Das U-Boot gehörte der I-15-Klasse an und wurde als 14. Einheit dieses Typs in Dienst genommen. Der U-Kreuzer wurde am 21. Februar 1940 auf der Mitsubishi-Werft in Kōbe unter der vorläufigen Baunummer 146 auf Kiel gelegt und lief am 1. Mai 1941 von Stapel. Die Indienststellung erfolgte schließlich am 10. Juni 1942. Erster Kommandant des U-Kreuzers war Kaigun-Chūsa Ogawa Tsunayoshi. Die I-33 sah nur eine vergleichsweise kurze, dafür aber tragische Einsatzzeit, denn das U-Boot ging zweimal (1942 und 1944) infolge von Unglücksfällen unter, wobei beide Male zahlreiche Todesopfer zu beklagen waren. Das Wrack wurde 1953 gehoben und abgebrochen. 

## Technische Aspekte
Das U-Boot war maximal 108,70 Meter lang und 9,30 Meter breit. In aufgetauchtem Zustand lag der Tiefgang bei 5,14 Meter. Die I-33 war als Doppelhüllenboot ausgelegt und verfügte über einen Treibstoffvorrat von 220 Tonnen Öl. Hiermit erreichte das U-Boot in Überwasserlage eine Seeausdauer von 14.000 Seemeilen (bei 16 Knoten Marschfahrt). Die mögliche (und zugleich für U-Boote sehr hohe) Höchstgeschwindigkeit in aufgetauchtem Zustand, hierbei kamen zwei 10-Zylinder-Kampon-Dieselmaschinen mit jeweils 6.200 PS zum Einsatz, lag bei 23,6 Knoten (etwa 44 km/h). In getauchtem Zustand wurde der Antrieb von zwei jeweils 1.000 PS starken Elektromaschinen übernommen, die dem U-Boot eine Höchstfahrt von 8 Knoten (15 km/h) ermöglichten. Nur mit den Elektromotoren lag die rechnerische Reichweite bei 96 Seemeilen bei langsamer Fahrt von 3 Knoten. Die Testtauchtiefe betrug 70 Meter, die Maximaltauchtiefe lag bei rund 100 Metern. 
Die Bewaffnung bestand aus sechs im Bug installierten 53,3-cm-Torpedorohren (Heckrohre waren keine vorhanden); an Bord befanden sich 17 Reservetorpedos. Darüber hinaus verfügte die I-33 über ein 14-cm-Deckgeschütz, welches achtern des Turmes aufgestellt war, sowie zwei 2,5-cm-Typ-96-Flak in einer Doppellafette auf dem Turmaufbau. Vor dem Turm, in den Rumpf halb integriert und mit einem strömungsgünstigen, in Bugrichtung ausgerichteten Hangartor versehen, befand sich ein Flugzeughangar, in welchem ein Schwimmerflugzeug des Typs Yokosuka E14Y mitgeführt werden konnte. Zwischen Hangartor und Bug war ein Flugzeugkatapult installiert, welches den Start des Flugzeuges ermöglichen sollte. 

## Dienstzeit
Nach der Indienstnahme und dem Abschluss der Probefahrten wurde die I-33 im Juni 1942 zunächst dem 1. U-Boot-Geschwader in Kure zugewiesen. Im August 1942 verlegte der U-Kreuzer nach der japanischen Basis Truk und operierte nachfolgend gegen die anlaufende US-Gegenoffensive bei den Salomon-Inseln (siehe Operation Watchtower). Zu Gefechtsberührungen mit US-Streitkräften kam es dabei aber nicht, wenngleich auch am 30. August 1942 kurzzeitig Kontakt mit einer gegnerischen Task Force hergestellt werden konnte.
Am Morgen des 26. September 1942 lag das U-Boot in Truk beziehungsweise vor der in der Lagune liegenden Insel Tonowas und neben dem Reparaturschiff Urakami Maru zwecks der Durchführung von Reparaturen an einem der Torpedorohre. Bei dem Versuch, den Bug des Bootes anzuheben durch die kontrollierte Flutung von Ballasttanks im Achterschiff – um den Technikern einen besseren Zugang zu dem Torpedorohr zu ermöglichen –, brachen die Vertäuungen achtern und die hieraus resultierende Schaukelbewegung drückte das Vorschiff unter Wasser. Die Folge war ein unkontrollierbarer Wassereinbruch durch das (offene) Torpedorohr, der I-33 in nur zwei Minuten zum Sinken brachte. Zwar liefen Rettungsmaßnahmen schnell an und konnte ein Taucher das Wrack des in knapp 40 Metern Tiefe liegenden Bootes kurze Zeit später lokalisieren – er berichtete auch von im Rumpf eingeschlossenen möglichen Überlebenden –, doch standen keine Rettungsgerätschaften schnell genug zur Verfügung, so dass keine Chance auf Rettung der Eingeschlossenen bestand. Insgesamt starben bei dem Unfall 33 Seeleute. (Der Großteil des Besatzung befand sich zum Unglückszeitpunkt glücklicherweise nicht an Bord.)
Das Wrack von I-33 wurde am 29. Dezember 1942 wieder gehoben und behelfsmäßig repariert und abgedichtet. Anfang März 1943 wurde der U-Kreuzer, im Schlepp des Tankers Nippon Maru, nach Japan überführt. Zwischen Mitte März 1943 und Mai 1944 wurde das U-Boot auf der Marinewerft Kure endgültig repariert und zudem einer Modernisierung unterzogen, wobei auch ein Radargerät des Typs 22 (Oberflächensuchradar) eingebaut wurde. Am 1. Juni 1944 wurde I-33, nun unter dem Kommando von Kaigun-Shōsa Wada Mutsuo, wieder in Dienst gestellt und dem 11. U-Boot-Geschwader zugewiesen. 

Am 13. Juni 1944, gegen nach 08:40 Uhr morgens, I-33 befand sich zu diesem Zeitpunkt auf einer Testfahrt im Rahmen der Werftabnahme in der Seeregion von Iyo Nada in der Seto-Inlandsee, erteilte Kommandant Wada den Befehl zu einem Alarmtauchmanöver. Hierbei kam es erneut zu einer unkontrollierbaren Flutung, da sich eines der Hauptventile der Dieselmaschine auf der Steuerbordseite nicht mehr schließen ließ. Zwar leitete die Crew noch ein Notauftauchmanöver ein, doch führte dieses nur zu einem kurzen Durchbrechen des Bugs durch die Wasseroberfläche, allerdings nur für wenige Sekunden, so dass in dieser kurzen Zeit niemand sich aus dem U-Kreuzer retten konnte. I-33 versank danach unkontrollierbar und kam in etwa 55 Metern Wassertiefe auf dem Grund zum Liegen. Acht Crewmitglieder, die sich in der Kommandozentrale des Bootes befunden hatten, stiegen durch das Turmluk aus und erreichten die Wasseroberfläche. Allerdings starben sechs von ihnen an Erschöpfung, lediglich zwei Crewmitglieder, ein Fähnrich namens Konishi Yoshiaki sowie ein Gefreiter namens Okada Kenichi, überlebten und wurden später von Fischern gerettet. Sie waren die einzigen Überlebenden der Katastrophe. Insgesamt kamen bei dem Unglück 102 Seeleute ums Leben, darunter auch Kommandant Wada. Gemessen an der Opferzahl handelt es sich um eines der schwersten U-Boot-Unglücke aller Zeiten. 

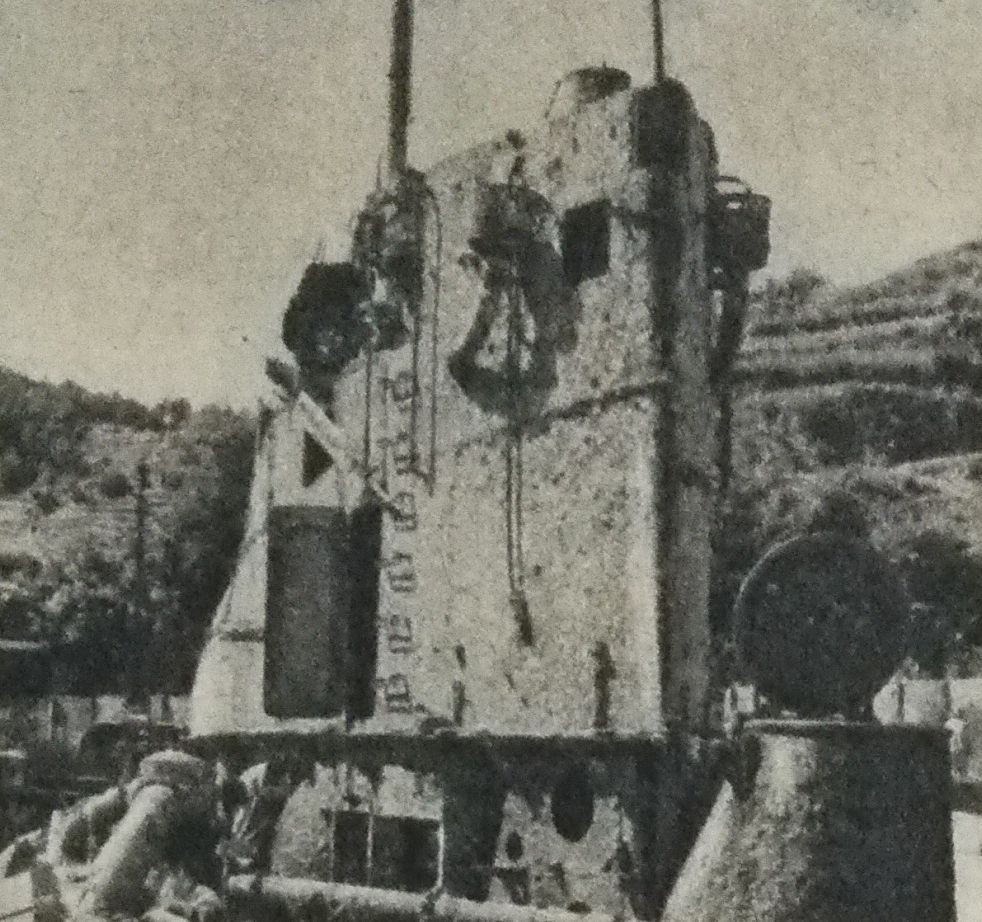
Ansicht des Kommandoturms nach der Hebung des Wracks (1953).

Auf die Meldung der beiden Überlebenden hin leitete die japanische Marine eine sofortige Such- und Rettungsoperation ein, wobei das Wrack des U-Kreuzers am 15. Juni 1944 von Tauchern des U-Boot-Begleitschiffes Chōgei gefunden werden konnte. Die Taucher konnten dabei nicht nur die Leichen von zwei Besatzungsmitgliedern bergen, die auf dem Kommandoturm eingeklemmt vorgefunden wurden, sondern auch ein etwa fünf Zentimeter im Durchmesser messendes und nur zwei Zentimeter langes Stück eines hölzernen Gerüstes, welches das die Katastrophe verursachende Ventil blockiert hatte. Dieses Holzstück stammte von einem Gerüst, welches während des Werftaufenthaltes bei der Marinewerft Kure zum Abstützen des eingedockten U-Kreuzers verwendet worden war; das betreffende Holzstück war zum Offenhalten des Ventils eingesetzt, aber offenkundig später vergessen worden. Zwar wurde ein kurzfristig anberaumter Untersuchungsausschuss seitens der japanischen Marine eingesetzt, allerdings führte dieser nur oberflächliche Untersuchungen durch, da alle Offiziere, die wegen dieses verhängnisvollen Versäumnisses möglicherweise hätten belangt werden können, nur kurze Zeit später während der Kämpfe auf Saipan getötet wurden. Zu weiterführenden Nachforschungen kam es nicht mehr.    
I-33 wurde am 10. August 1944 aus dem Flottenregister gestrichen. 

## Bergung
Das Wrack des U-Kreuzers blieb für fast neun Jahre auf dem Grund der Seto-Inlandsee liegen. Im Frühsommer 1953 begann die Firma Hokusei Sempaku Kogyo K. K. mit Vorbereitungen zur Bergung von I-33, die zwischen dem 23. Juli und dem 18. August 1953 auch umgesetzt und abgeschlossen werden konnte. Nach der Hebung wurde ersichtlich, dass ein Teil des Vorschiffes des U-Kreuzers nicht voll Wasser gelaufen war. Im Rahmen der später erfolgenden Zerlegung des Bootes auf der Hitachi-Werft in Hiroshima wurden auch die sterblichen Überreste der Crew geborgen und beigesetzt. Darüber hinaus wurden im U-Boot auch die Testamente von etwa 30 Seeleuten aufgefunden, was den Rückschluss zulässt, dass ein Teil der Besatzung den Untergang zunächst überlebt hatte und später erstickt war.

## Gedenken
Am Strand der Insel Gogo Jima, die dem Hafen von Matsuyama (Präfektur Ehime) vorgelagert ist, befindet sich ein Kenotaph zum Andenken an die umgekommenen Seeleute von I-33.